# Заједница - Јеврејски омладински клуб
Заједница - Јеврејски омладински клуб, био је омладинско удружење и једна од првих јеврејских културних установа у Београду. Постојао је у првој декади двадесетог века. У свом саставу имао је библиотеку са читаоницом, поучно-забавни часопис и школу за стране језике.

## Клуб Заједница
Клуб Заједница представља прво јеврејско омладинско друштво, основано 1904. године у Београду. Имало је читаоницу са књижаром, покренуло је и објављивало истоимени поучно-забавни часопис и школу за стране језике. Иницијативу за стварање овог културног центра покренуло је неколико амбициозних младића, младих чиновника, трговаца и трговачких помоћника, а међу њима и један ђак Реалке, са циљем стварања једног културног центра око којег би се окупљала не само јеврејска, него и српска омладина (због чега се често називала и Српско-јеврејска омладинска Заједница) у сврху културне едукације. Њен оснивач био је и Бенко С. Давичо, београдски адвокат и књижевник. Седиште клуба се налазило преко пута Малог Калемегдана, како би чланови који су становали у доњем крају на Јалији, и оних који су становали на Зереку и у чаршији, у горњем крају београдске вароши, лако стизали до Клуба. Сви београдски листови су слали своја издања бесплатно читаоници клуба „Заједница“. То су чинили и листови „Бранково коло” из Новог Сада и „Босанска вила” из Сарајева. А куповао се и немачки недељни лист „Ди Bохе” (Die Woche).
Клуб није уживао субвенције, нити је примао добротворне прилоге. Пословао је захваљујући чланаринама. Чланова је у почетку био доста велик број. Од тога новца су се подмиривали трошкови кирија, осветљење, чишћење итд. и куповане књиге. Како би куповина бројних књига била исплатива, изабран је одбор од три члана који је обилазио антикварнице јер су куповане махом већ употребљене књиге.
За председника клуба био је изабран Јаков А. Алкалај, банкарски чиновник, који од 1919. године живи у Лозани. За књижничара био је изабран Исак А. Демајо, трговачки заступник, који је доживео трагичну судбину многих Јевреја у Београду, за време нацистичке окупације. Читаоница и књижара биле су отворене од 7 до 12 часова сваке вечери и целог дана празницима и недељом. А за књижничара био је задужен Исак А. Демајо.

### Концерти и позоришни комади у клубу „Заједница”
Важан извор прихода клуба долазио је од концерата који су се приређивали једном годишње. Изабран је уметнички одбор у коме су били: Марко Демајоровић, Соломон Мошић, Јосиф Мејухас и Самуило Алкалај. Концерти су брижљиво припремани и извођени. Било је тешкоћа око дикције при извођењу позоришних комада. Али се и то савладало уз помоћ Стојичевића, члана Народног позоришта. У секцији позоришта посебно су се истакле: Матилда Алкалај, Лепа Афар-Алкалај, Олга Бењамин, Ела Пекхац и Букица Атијас, које су глумиле разноврсне улоге. Мушки извођачи били су углавном сами чланови управе. На првом концерту извођен је „Шопенхауер” од Бранислава Нушића. Био је присутан и сам писац, који је честитао извођачима. На другом концерту извођена је драма у једном чину „Жртва” од Самуила Алкалаја, и његова комедија „Две менице”, чији је сиже узео из једне пољске приповетке. На трећем концерту извођена су два комада у преводу Бошка Богдановића, који је био пријатељ клуба и његових управљача. На последњем концерту клуба извођена су оригинална дела, позната певачица Ципора Папо отпевала је нову песму музичара Штирског, један млади српски композитор изводио је на клавиру своју нову симфонију, професор Миле Павловић прочитао је одломак из своје нове књиге, која још није била штампана, „Напуљске шетње”, и рецитована је песма „Искушење светог Антонија” од Самуила Алкалаја. Уметнички успех овог концерта био је значајан. Али у исто време, били су то последњи садржаји у Клубу, у погледу уметничког извођења. 

### Заједница – Омладински забавно-поучни часопис: Орган клуба Заједнице
Часопис Заједница почео је да излази у октобру 1906. године у Београду. Био је поучног и забавног карактера. Власник за Орган клуба Заједнице био је Јаков А. Алкалај, а одговорни уредник био је Никола Т. Димитријевић. У почетку, из скромности или бојажљивости, сарадници листа нису потписиваии своја пуна имена, него само почетна слова имена и презимена. Онда је познати београдски лист „Словенски Југ” критиковао такав поступак и тражио да писци назначе пуна имена, да би јавност знала са ким има посла. И тако је од броја 3 сваки чланак, свака песма или приповетка почела да се потписује пуним именом, са изузетком преводилаца Исидора Левија и Хајима А. Алкалаја, који су још били ђаци, па нису смели сарађивати у листовима без одобрења школских власти. Сарадника је у почетку био приличан број. Али се при крају тај број свео на Самуила Алкалаја, који је писао чланке, приповетке, песме и приказе и на Исидора Левија, који је преводио и скупљао претплату. Издавање листа била је новост за Јевреје и Србе. Јеврејски интелектуалци су били изненађени појавом листа и младим писцима о којима се до тада није ништа чуло. У то доба српска јавност је знала само за Хајима С.  Давича, писца приповедака „Са Јалије”, који је у доба када је „Заједница” штампана био у Минхену и одатле слао дописе „Трговинском гласнику”. Јавност је знала и за Давида Пијаде, који је раније издао књигу стихова „Ја”, али је у то време студирао у иностранству и тек по повратку у Београд, када је „Заједница” престала да излази, издао је један књижевни лист који се брзо угасио. Једини активни Јевреј публициста био је Јован Мандил. Био је главни сарадник листа „Београдске новине”. Сем Арона Алкалаја, који је написао или превео један чланак за први број „Заједнице”, мали број интелектуалаца Јевреја у Београду били су индиферентни према листу и његовим сарадницима. 
Штампан је ћириличним писмом у штампарији „К. Грегорић и друг” у Београду. Формат 16x25 ст. Излазио је месечно и имао је 64 стране. У последњем броју 5 из 1907. године редакција обавештава да часопис престаје да излази због недостатка материјалних средстава. Сачувани примерци 1. и 5. броја налазе се у Библиотеци Матице српске у Новом Саду, а копија примерка броја 4 из априла 1907. године у Јеврејском историјском музеју у Београду.

### Школа за стране језике
У исто време са издавањем листа, клуб одлучује да отвори школу за стране језике. Због тога узет је локал у центру вароши, код Кнежевог споменика. Локал се састојао из великог и пространог приземља у коме је смештена читаоница са књижаром. На спрату је била школа за немачки и француски језик. Школу је похађао значајан број ђака Јевреја и Срба. Међу њима и историчар проф. Вукићевић. Србија је тада ступила у тесну везу са Француском, која је давала зајмове за грађење железница и за наоружање. Француски језик је постао популаран. Али је још увек постојала потреба да се учи немачки, јер је трговина са Аустријом и Немачком била најзначајнија. Омладина, па и старији људи, имали су прилике да за малу своту новца науче два тада главна европска језика, без којих се грађани Србије нису могли сматрати образованим или добрим пословним људима.